# زجاج حساس للضوء

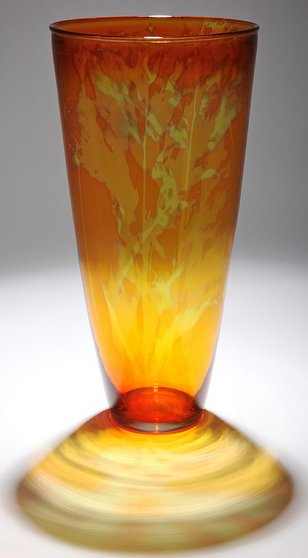

زجاج حساس للضوء هو أحد أنواع الزجاج، ينتمي إلى عائلة سيليكات الليثيوم المطعم بذرات السيريوم والفضة. اكتشف عام 1937. ويستخدم هذا الزجاج لصنع الأجسام الميكروية.

## الاستخدام

### التعريض للاشعة فوق البنفسجية
عندما يتعرض هذا الزجاج للاشعة فوق البنفسجية، تقوم ايونات السيريوم (3+Ce) بامتصاص الأشعة فوق البنفسجية وتتأكسد إلى ايون 4+Ce الأكثر استقراراً فاقدة الكترونا سالباً، والذي يسبب اختزال ايونات الفضة.

### التسخين
عندما يتم تسخين الزجاج بعد تعريضه للاشعة فوق البنفسجية لعدة ساعات على 560 ْ  يتفاعل الليثيوم مع السيليكا مكوناً مادة ميتاسيليكات الليثيوم ذات اللون الداكن.

### الخرط الكيميائي
يستخدم حمض الهيدروفلوريك (حمض ذو سمية عالية يجب التعامل معه بحرص شديد) لإزالة الأجزاء التي تعرضت للضوء.